# Kevin Van Der Perren
Pour les articles homonymes, voir Perren.
Kevin Van Der Perren, né le 6 août 1982 à Ninove, est un patineur artistique belge.
Octuple champion de la Belgique, il est le premier patineur à offrir une médaille à la Belgique lors des championnats du monde junior en 2002. Il a remporté également les médailles de bronze des championnats d'Europe de 2007 et 2009.
Kevin Van Der Perren est le premier patineur belge à réussir un quadruple saut en compétition. Il a été le porte-drapeau de la Belgique lors des Jeux olympiques d'hiver de 2006 et de 2010.

## Biographie

### Carrière sportive
Van Der Perren rêve de devenir un patineur artistique après le passage d'une troupe de spectacle de patinage artistique dans sa ville. Bien que ses parents préfèrent le voir jouer au football et qu'il est victime de moqueries de la part de ses amis d'école, Van Der Perren ne renoncera jamais à son rêve.
Aux championnats du monde junior 2002, Van Der Perren remporte une médaille d'argent. C'est la première fois qu'un patineur belge remporte une médaille aux championnats du monde junior. De plus, il est le premier patineur à réussir une combinaison triple salchow-triple boucle piqué-triple boucle. Il inclut cette combinaison de sauts dans son programme libre jusqu'à la fin de la saison 2003-2004.
Aux championnats du monde 2005, il rajoute une combinaison triple flip-triple boucle piqué-triple boucle dans son programme libre. Par contre, il touche la glace avec sa main lors de la réception de son dernier saut. Van Der Perren tente cette combinaison à nouveau lors des championnats du monde 2008, et cette fois sans erreur.
Peu après les Jeux olympiques de 2006, une blessure à la hanche le force à déclarer forfait pour les championnats du monde. Van Der Perren considère l'idée de ne pas participer aux championnats d'Europe 2007, mais il finit par s'y présenter. Il y remporte la médaille de bronze, devançant Sergei Davydov de 0.07 points. C'est la première fois depuis 1947 qu'un patineur belge remporte une médaille aux championnats d'Europe.
Lors de la saison 2007-2008, Van Der Perren participe à Skate Canada et au Trophée de France. Il remporte une médaille d'argent à Skate Canada et termina 4e au Trophée Éric-Bompard. Cela lui permet de se qualifier pour la Finale du Grand Prix. Il s'y classe 6e, puis termine à la 5e place aux championnats d'Europe. Lors des championnats du monde 2008, Van Der Perren se classe 9e après le programme court et 3e après le programme libre, terminant 6e au total.
Peu après les championnats du monde 2008, il subit une opération à la hanche. Malgré tout, il se présente à la Coupe de Russie, où il termine 5e. Malgré des douleurs à la hanche, Kevin Van Der Perren remporte une autre médaille de bronze aux championnats d'Europe 2009. Toutefois, les championnats du monde ne se déroulent pas aussi bien et il ne termine que 14e.
Il est le premier patineur à tenter et réaliser en compétition une combinaison quadruple boucle piqué-triple boucle piqué-triple boucle piqué, lors des championnats du monde 2010 à Turin.
Kevin Van Der Perren a été longtemps entraîné par Vera Vandecaveye. En juillet 2008, il se tourne vers Silvie de Rijcke puis à l'automne 2009 vers Juri Bureiko.

### Vie personnelle
Le 17 mai 2008, il épouse la patineuse britannique Jenna McCorkell.

## Palmarès
| Compétition                        | 2000    | 2001    | 2002    | 2003    | 2004    | 2005    | 2006    | 2007    | 2008    | 2009    | 2010    | 2011    | 2012    |  |
| Jeux olympiques d'hiver            |         |         | 12e     |         |         |         | 9e      |         |         |         | 17e     |         |         |  |
| Championnats du monde              | 31e     | 33e     | 14e     | 19e     | 14e     | 8e      | F       | F       | 6e      | 14e     | 8e      | 17e     | 15e     |  |
| Championnats d’Europe              | 28e     | 23e     | 13e     | 10e     | 11e     | 6e      | 7e      | 3e      | 5e      | 3e      | 11e     | 4e      | A       |  |
| Championnats de la Belgique        | 1er     | 1er     | 1er     | 1er     | 1er     | F       | F       | 1er     | F       | F       | F       | 1er     | 1er     |  |
| Championnats du monde juniors      | 26e     | 16e     | 2e      |         |         |         |         |         |         |         |         |         |         |  |
|                                    |         |         |         |         |         |         |         |         |         |         |         |         |         |  |
| Grand Prix ISU                     | 1999/00 | 2000/01 | 2001/02 | 2002/03 | 2003/04 | 2004/05 | 2005/06 | 2006/07 | 2007/08 | 2008/09 | 2009/10 | 2010/11 | 2011/12 |  |
| Finale du Grand Prix               |         |         |         |         | 4e      |         |         |         | 6e      |         |         |         |         |  |
| Skate America                      |         |         |         |         |         |         | 4e      | 4e      |         |         |         | 6e      | 2e      |  |
| Skate Canada                       |         |         |         |         | 5e      | 5e      |         |         | 2e      |         | 11e     |         | 8e      |  |
| Trophée de France                  |         |         |         |         | 2e      |         |         |         | 4e      |         |         |         |         |  |
| Coupe de Russie                    |         |         |         |         |         |         |         |         |         | 6e      | 5e      |         |         |  |
| Trophée NHK                        |         |         |         |         |         |         | 5e      | 6e      |         |         |         | 8e      |         |  |
| Légende : F= Forfait ; A = Abandon |         |         |         |         |         |         |         |         |         |         |         |         |         |  |